# Pawel Petrowitsch Sokolow-Skalja
Pawel Petrowitsch Sokolow-Skalja (russisch Павел Петрович Соколов-Скаля; * 3. Juli 1899 in Strelna; † 3. August 1961 in Moskau) war ein sowjetischer Maler und Grafiker.
Sokolow-Skalja war ab 1920 Vorsitzender der Vereinigung »Bytije« (Das Sein) und gehörte ab 1926 der »Assoziation der Künstler des Revolutionären Russland« (ACHRR) an. Zwischen 1935 und 1941 lehrte er am M. B. Grekow-Studio für Militärkünstler. Zur Zeit des Zweiten Weltkriegs war er Leiter der Redaktion der »TASS-Fenster« und Autor von über 300 »Fenstern«.